# Copris capensis
Copris capensis är en skalbaggsart som beskrevs av Waterhouse 1891. Copris capensis ingår i släktet Copris och familjen bladhorningar. Inga underarter finns listade i Catalogue of Life.